# Кристина Улсон
Кристина Улсон (на шведски: Kristina Ohlsson) е шведска политоложка и писателка, авторка на бестселъри в жанровете криминален роман, трилър, хорър и юношеска литература.

## Биография и творчество
Кристина Улсон е родена на 2 март 1979 г. в Кришанстад, Швеция. Като тийнейджърка мечтае да е агент на ЦРУ и писателка на трилъри. Завършва политология в Стокхолм.
След дипломирането си работи като политически анализатор към Националната полиция, анализатор в шведската служба за сигурност, младши експерт в областта на конфликта в Близкия Изток и външната политика на Европейския съюз в Шведския национален колеж по отбрана, дипломат към Министерство на външните работи и аташе в Багдад. В периода 2011 – 2012 г. е експерт по борба с тероризма в ОССЕ във Виена. Владее немски и иврит. От 2012 г. се посвещава на писателската си кариера.
Започва да пише сериозно докато работи в Багдад. Дебютният ѝ роман „Пепеляшките“ от криминалната поредица „Алекс Рехт и Фредрика Бергман“ е публикуван през 2009 г. Главни герои са легендарния комисар от полицията Алекс Рехт и помощниците му – енергичният инспектор Педер Рюд и цивилният следовател Фредрика Бергман. Те разследват най-тежките престъпления и заплетени случаи. Книгата става бестселър и я прави известна.
През 2010 г. писателката е отличена с наградата Stabilo за „Най-добър криминален автор в Южна Швеция“.
През 2013 г. е издаден първият ѝ роман за юноши „Стъклените деца“ от едноименна поредица. Двамата дванадесетгодишни приятели Били и Аладин разследват мистериозната „трепереща къща“ в Кришанстад, в която се преселват Били и майка му след смъртта на баща му. Те трябва да открият нейното тайно минало, за да разберат необикновените случки в нея. За книгата писателката е удостоена с наградата за детска литература на Шведското радио, награда която се присъжда от комисия съставена от деца.
През 2014 г. с романа „Lotus Blues“ започва новата ѝ поредица „Мартин Бенер“. Главният герой е адвокатът Мартин Бенер, който трябва да открие изчезналия си племенник Боби, заплитайки се в неверни показания, изфабрикувани доказателства, и обвинения.
Кристина Улсон живее в Стокхолм.

## Произведения

### Самостоятелни романи
- Zombiefeber (2016)

### Серия „Алекс Рехт и Фредрика Бергман“ (Fredrika Bergman & Alex Recht)
1. Askungar (2009)
Пепеляшките, изд.: ИК „Ентусиаст“, София (2014), прев. Цвета Добрева
2. Tusenskönor (2010)
Маргаритки, изд.: ИК „Ентусиаст“, София (2015), прев. Анюта Качева
3. Änglavakter (2011)
4. Paradisoffer (2012)
5. Davidsstjärnor (2013)

### Серия „Мартин Бенер“ (Martin Benner)
1. Lotus Blues (2014)
2. Mios Blues (2015)

### Юношеска литература

#### Самостоятелни романи
- Mysteriet på Hester Hill (2015)
- Sjuka själar (Болни души) (2016)

#### Серия „Стъклени деца“ (Glasbarnen)
1. Glasbarnen (2013) – награда за детска литература на Шведското радио
Стъклените деца, изд.: „Ергон“, София (2015), прев. Любомир Гиздов
2. Silverpojken (2014)
3. Stenänglar (2015)

### Новели
- Buried Lies (2016)

### Сборници
- Thrill Rides (2014) – с Джон Конъли, Сабине Дюран, Лиза Марклунд, Луиз Милър, и др.

### Документалистика
- Den bekymrade byråkraten: en bok om migration och människor (2014)